# Agus Muliawan

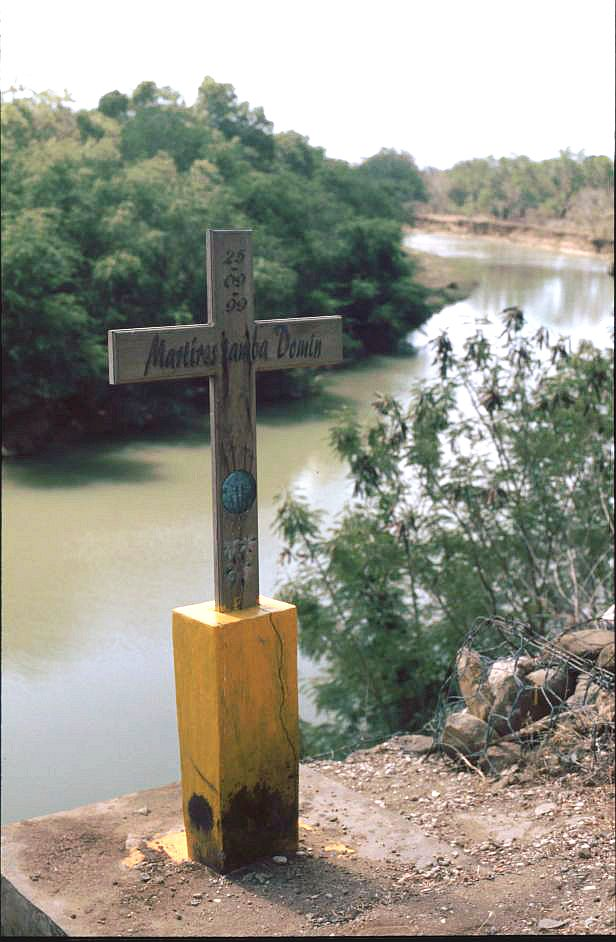
Gedenkkreuz am Tatort

Agus Muliawan (* 5. August 1973; † 25. September 1999 am Fluss Malailada, Osttimor) war ein indonesischer Journalist aus Bali, der in Osttimor ermordet wurde.

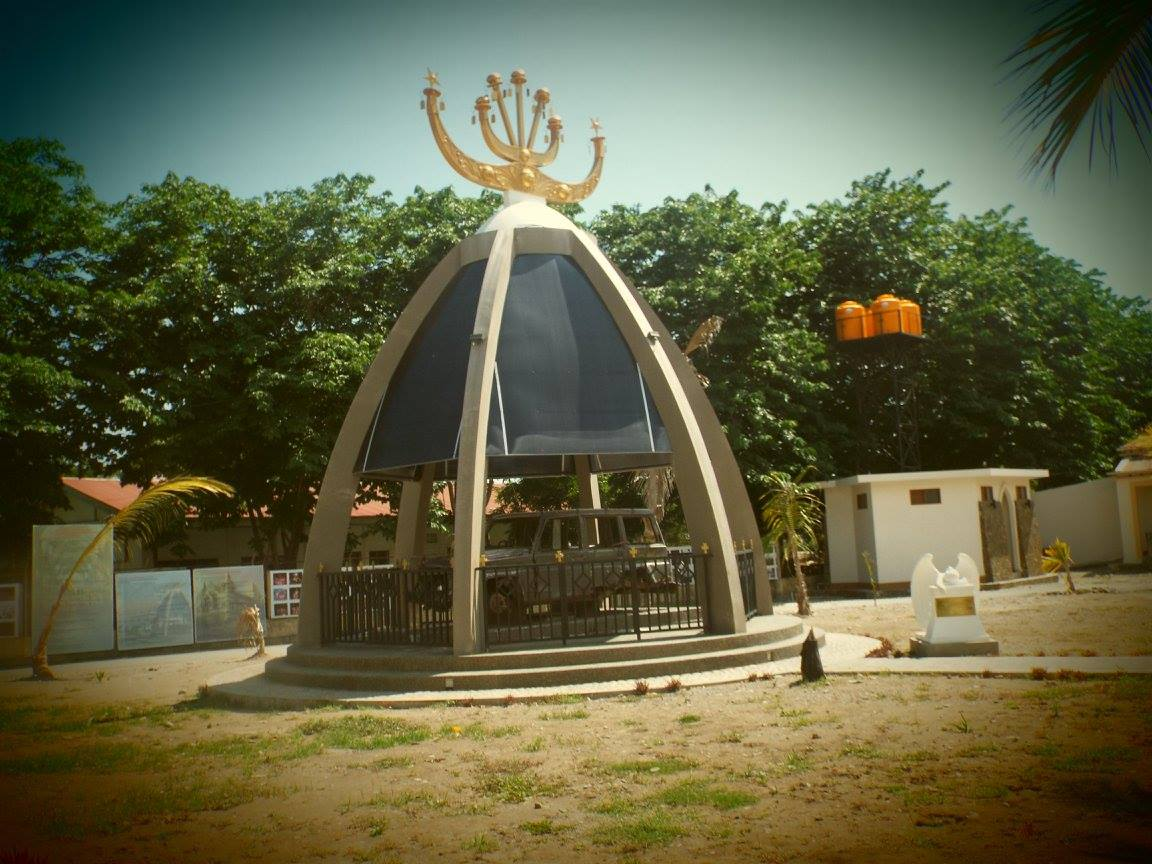
Das Fahrzeug der Opfer steht heute bei der Igreja da Imaculada Conceição Viqueque

Muliawan war freier Mitarbeiter von Asia Press International, die ihren Sitz in Tokio hat. Seit Februar 1999 arbeitete er in Osttimor an einer Fernsehdokumentation über die FALINTIL, die seit der indonesischen Invasion 1975 gegen die Besatzung gekämpft hatte. Durch seine Arbeit hatte Muliawan gute Kontakte zum indonesischen Militär aufgebaut. Während der letzten Gewaltwelle der indonesischen Sicherheitskräfte gegen die osttimoresische Zivilbevölkerung, die dem erfolgreichen Unabhängigkeitsreferendum vom 3. August folgte, reiste Muliawan mit einer Gruppe katholischer Kleriker von Lospalos nach Baucau. Am Fluss Malailada geriet die neunköpfige Gruppe nach Sonnenuntergang in einen Hinterhalt der pro-indonesischen Miliz Team Alfa. Alle Reisenden wurden ermordet. Später fand man zwei Opfer im Wagen, der in den Fluss gerollt worden war. Die anderen Leichen schwammen im Fluss.
Die sieben Milizionäre wurden später für die Morde zu Haftstrafen zwischen 17 und 19 Jahren verurteilt. Der Presserat Osttimors verlieh Muliawan posthum am 23. November 2017 den Titel „Jornalista de Mérito“ (deutsch Verdienter Journalist).